# Xanthosoma platylobum
Xanthosoma platylobum är en kallaväxtart som först beskrevs av Heinrich Wilhelm Schott, och fick sitt nu gällande namn av Adolf Engler. Xanthosoma platylobum ingår i släktet Xanthosoma och familjen kallaväxter. Inga underarter finns listade.